# Arboreto de la universidad estatal de California campus de Fresno
El Arboreto de la universidad estatal de California campus de Fresno (en inglés: Arboretum at California State University, Fresno) es un arboreto y jardín botánico de 388 acres (157 hectáreas) de extensión.
Se encuentra en el área del Valle de San Joaquín, en el campus de la Universidad estatal de California en Fresno, en la ciudad de Fresno, California.

## Localización
El campus más grande se extiende desde Bulldog Stadium en el límite oeste el "Save Mart Center", la "California State Route 168" (Highway 168) en el lado este. Viñedos y huertos delimitan la parte norte del campus, mientras que Shaw Avenue delimita el extremo sur.
Arboretum at California State University, Fresno 2351 E. Barstow Avenue M/S PO88 Fresno, Fresno County, California CA 93740, United States of America-Estados Unidos de América.
Planos y vistas satelitales.36°48′48″N 119°45′00″O / 36.81333, -119.75000
La entrada es gratuita.

## Historia
El arboreto del campus de la universidad estatal de California en Fresno consiguió el estatus oficial de arboreto en la primavera de 1979 y ahora cuenta con más de 4.000 árboles en el campus. El arboreto se distribuye en el campus principal, entre los más de 46 edificios tradicionales y modernos. 

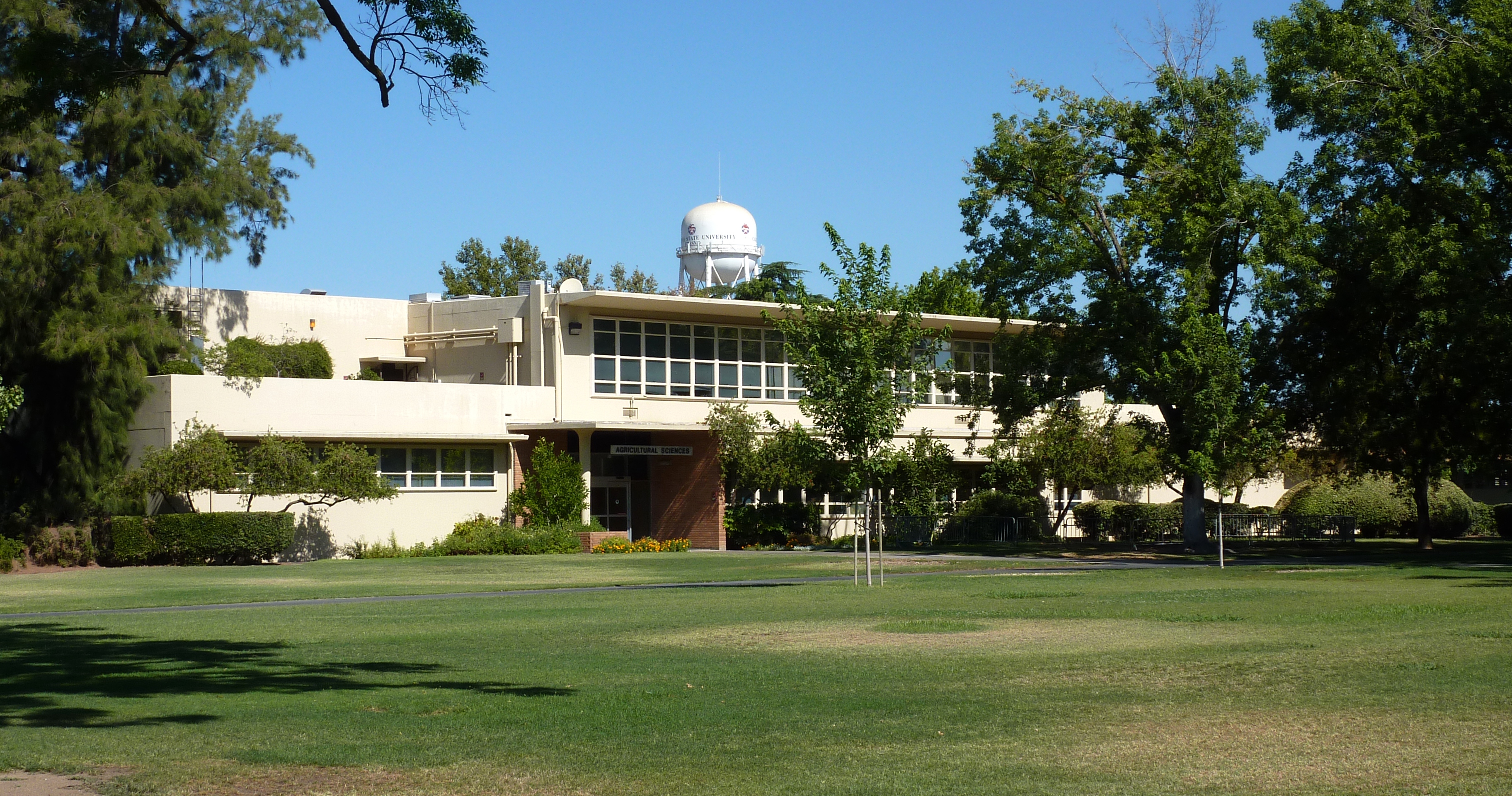
Edificio de agricultura en la universidad estatal de California en Fresno.

Hay un campus adicional de 1.011 acres (409 hectáreas) de extensión donde se incluyen 34 estructuras que se encuentran en la granja de la Universidad, que incluye las zonas de prácticas dirigidas por estudiantes, con equinos, porcinos, terneras, productos lácteos, aves de corral, y ovejas, así como varios cientos de hectáreas de tierras de pastoreo de ganado. Está considerado como uno de los centros agrícolas más modernos y mejor equipados en Occidente.
La universidad de Fresno administra la primera bodega universitaria con base comercial de los Estados Unidos.

## Colecciones
Este arboreto es un lugar donde las plantas, especialmente árboles y arbustos, se cultivan para su exposición y estudio. Se trata de una colección viva de plantas leñosas en un parque como escenario paisajista. 
Entre sus colecciones y jardines se incluyen:
- Memorial Plaza, está situada en el corazón del campus. Se inicia en la rosaleda y sigue en la "Zona de Libre Expresión". Esta área fue dedicada en 1952, cuando la universidad se trasladó a este lugar y los árboles están dedicados a los hombres y mujeres que perdieron sus vidas en la Primera y Segunda guerras mundiales. La calzada está llena de bancos que conducen a la Fuente del Memorial, la obra maestra de la universidad.

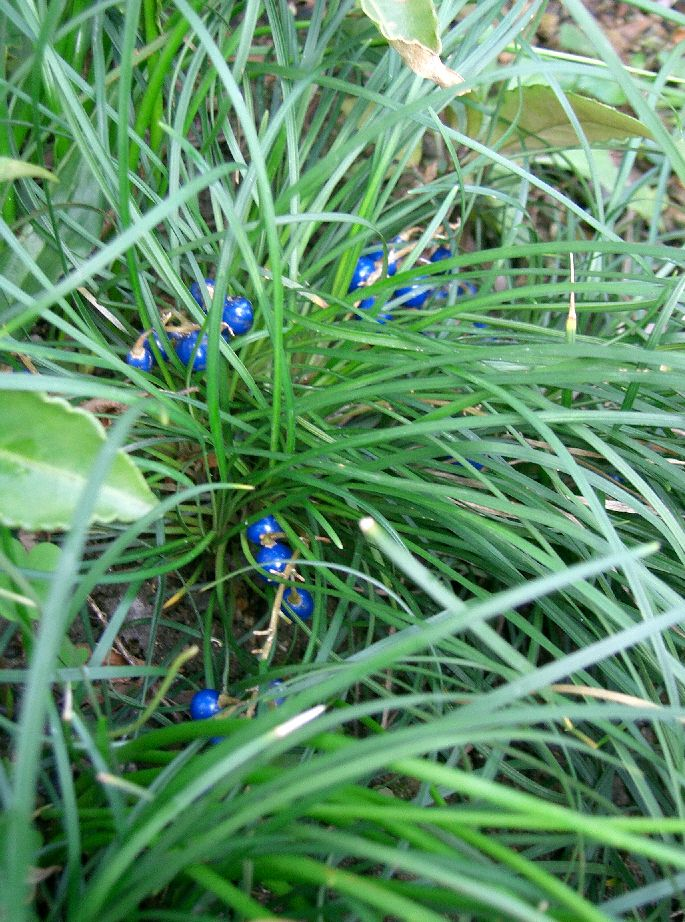
La hierba japonesa Ophiopogon japonicus, hojas y frutos.

- Rosaleda, con rosas del té híbridas, floribundas, rosas miniatura y rosas antiguas con más de 300 plantas, la rosaleda se encuentra situada entre los edificios del "Arte de la Oratoria" y el "Edificio Thomas" de la Administración.
- The Shade Garden (Jardín Sombreado), está situado al sur de la fuente, esta área fue diseñada para imitar un río seco. Las plantaciones crecen en este lugar sombreado y florecen en la primavera. Hay un pequeño sendero que le permite caminar por esta zona y se siente aislado del ajetreo y el bullicio de la "Zona de Libre Expresión". Aquí podemos observar , Sequoia sempervirens, Acer palmatum, Rhododendron, Ophiopogon japonicus, Liriope muscari, Iberis, Colocasia esculenta, Pachysandra terminalis, Calocedrus decurrens, Pinus nigra, Hemerocallis, Clivia miniata, Bletilla striata, Moraea bicolor, Woodwardia fimbriata, Agapanthus.
- Lew Allen Memorial Grove (Bosquete en memoria de Lew Allen),
- Peace Garden (Jardín de la Paz), espacio de sosiego con coníferas y diferentes especies de hierbas.
- Maple Mall (El grupo de arces), que conmemora a los submarinos estadounidenses y a sus tripulaciones perdidas en los mares.
- Iris Garden (Jardín de los Iris)
- Allergy Free demonstration garden (Jardín de exhibición libre de alergias), situado detrás del "Smittcamp Alumni House".